# Rand Saad
Rand Saad, född 11 augusti 1994, är en irakisk bågskytt. Hon deltog vid olympiska sommarspelen 2012.